# Сен-Жам
Сен-Жам (фр. Saint-Jammes) — коммуна во Франции, находится в регионе Аквитания. Департамент — Атлантические Пиренеи. Входит в состав кантона Пе-де-Морлаас и дю Монтанерес. Округ коммуны — По.
Код INSEE коммуны — 64482.

## География
Коммуна расположена приблизительно в 650 км к югу от Парижа, в 170 км южнее Бордо, в 12 км к северо-востоку от По.

### Климат
Климат тёплый океанический. Зима мягкая, средняя температура января — от +5°С до +13°С, температуры ниже −10 °C бывают редко. Снег выпадает около 15 дней в году с ноября по апрель. Максимальная температура летом порядка 20-30 °C, выше 35 °C бывает очень редко. Количество осадков высокое, порядка 1100 мм в год. Характерна безветренная погода, сильные ветры очень редки.

## Население
Население коммуны на 2010 год составляло 637 человек.
| 1962 | 1968 | 1975 | 1982 | 1990 | 1999 | 2010 |
| ---- | ---- | ---- | ---- | ---- | ---- | ---- |
| 173  | 173  | 237  | 413  | 522  | 583  | 637  |

## Администрация
| Период | Период | Фамилия           | Партия                  | Примечания |
| ------ | ------ | ----------------- | ----------------------- | ---------- |
| 1995   | 2008   | Ив Дед            | Социалистическая партия |            |
| 2008   | 2020   | Кристиан Кастеран |                         |            |

## Экономика
В 2010 году среди 451 человека трудоспособного возраста (15-64 лет) 305 были экономически активными, 146 — неактивными (показатель активности — 67,6 %, в 1999 году было 59,3 %). Из 305 активных жителей работали 288 человек (153 мужчины и 135 женщин), безработных было 17 (8 мужчин и 9 женщин). Среди 146 неактивных 30 человек были учениками или студентами, 47 — пенсионерами, 69 были неактивными по другим причинам.

## Фотогалерея
- Мэрия
- Бар
- Школа
- Зал
- Военный мемориал